# 彭美鳳
彭美鳳是香港资深编剧，曾用筆名談談情。是香港金牌编剧陈宝华小姐的入室弟子。早年在无线电视当编剧。之后留学进修，于澳洲悉尼大學硕士毕业。
2005年，到国内发展编写国内剧集。重返无线电视後，主编作品是处境剧《結·分@謊情式》，这剧收视高开，播出未到一半，最高收视已达32点，创出近年八点檔时段半小时剧的佳绩。
於2015年再次離開服務25年的無綫電視，《點金勝手》為其在無線電視告別的作品。後來以部頭合約形式為無綫電視擔任編劇及編審，同時參與內地劇集創作，如《致單身男女》及以航空業為題材的《壯志高飛》等作品。
2017年再度加入無綫電視，擔任《堅離地愛堅離地》編審。
2018年擔任陳友執導的電影《兄弟班》的編劇。

## 編審／編劇列表

### 電視劇（亞洲電視）
- 2002年《勝券在握》編劇
- 2002年《親子情未了》編劇
- 2002年《有求必應》編劇
- 2002年《子是故人來》編審（與許莎朗合作）
- 2003年《萬家燈火》編審（與石凱婷、葉世康、許莎朗合作）
- 2004年《媽媽我真的愛你》編審（與許莎朗、李贊祥、郭寶賢合作）

### 電視劇（無綫電視）
- 1991年：《三八佳人》編劇
- 1991年：《男盗女差》編劇
- 1992年：《龙的天空》編劇
- 1992年：《親親大腳板》編劇
- 1993-94年：《開心華之里》編劇
- 1995年：《邊緣故事》編劇
- 2011年：《結·分@謊情式》編審＋編劇（潘漫紅合編）
- 2013年：《好心作怪》編審＋編劇（梁恩東合編）
- 2014年：《點金勝手》編審＋編劇（伍立光合編）
- 2020年：《那些我愛過的人》編審、《堅離地愛堅離地》編審＋編劇（海外首播）

### 電視劇（大陸剧集）
- 2005年：《天地真情》
- 2006年：《新不了情》
- 2007年：《荣归》
- 2008年：《天涯咫尺》
- 2010年：《阿喜》
- 2011年：《真爱谎言》，曾用名《白色谎言》
- 2015年：《致單身男女》
- 未播映：《壯志高飛》

### 電視劇（台湾剧集）
- 2008年：《幸福的抉择 I Do》

### 其他
- 1995年︰《女儿红》（電影）谢衍导演，周迅、归亚蕾主演（归亚蕾获捷克第30届卡罗维发利电影节最佳女主角奖）
- 2011年：《星愿同行》（短篇作品）
- 2018年：《兄弟班》（電影）陳友导演

## 外部連結
- 彭美鳳的新浪微博
- 彭美鳳在互联网电影资料库（IMDb）上的資料（英文）（英文）
- 彭美鳳在香港影庫上的簡介